# در انتظار یک قهرمان
«در انتظار یک قهرمان» (به انگلیسی: Holding Out for a Hero) ترانه‌ای است توسط خواننده اهل ولز بانی تایلر برای موسیقی متن فیلم آزاد (فیلم ۱۹۸۴)، و بعداً شامل آلبوم رویاهای اسرارآمیز و آتش ممنوعه وی شد. ترانه توسط جیم استاینمن و دین پیچفورد سروده شده‌است. ابتدا ترانه در ۱۰۰ ترانه برتر جدول تک‌آهنگ‌های بریتانیا قرار گرفت، ولی در سال بعد موفق شد دومین رتبه را از آن خود کند، و بعد دوباره در جدول موسیقی در رتبه ۶۹ در سال ۱۹۹۱ (میلادی) قرار گرفت. ترانه در ۲۸ سپتامبر ۱۹۸۵، به رتبه نخست جدول تک‌آهنگ‌های ایرلند رسید. هم‌چنین در جدول موسیقی ۴۰ ترانه برتر ایالات متحده آمریکا و کانادا قرار گرفته‌است.

## جدول
| جدول (۱۹۸۴)                                 | موقعیت رتبه |
| ------------------------------------------- | ----------- |
| اتریش (او۳ تاپ ۴۰ اتریش)                    | ۱۹          |
| کانادا تک‌آهنگ‌های برتر (آرپی‌ام)              | ۱۹          |
| آلمان (GfK Entertainment Charts)            | ۱۹          |
| سوئد (Sverigetopplistan)                    | ۱۹          |
| آفریقای جنوبی (Springbok Radio)             | ۲۳          |
| ایتالیا (فدراسیون صنعت موسیقی ایتالیا)      | ۳۰          |
| نیوزیلند (انجمن صنعت ضبط نیوزیلند)          | ۳۳          |
| ایالات متحده آمریکا (۱۰۰ آهنگ داغ بیلبورد)  | ۳۴          |
| استرالیا (Kent Music Report)                | ۴۴          |
| جدول تک‌آهنگ‌های بریتانیا (شرکت آفیشال چارتس) | ۹۶          |

| جدول (۱۹۸۵)                                 | موقعیت رتبه |
| ------------------------------------------- | ----------- |
| ایرلند (جدول تک‌آهنگ‌های ایرلند)              | ۱           |
| جدول تک‌آهنگ‌های بریتانیا (شرکت آفیشال چارتس) | ۲           |

| جدول (۱۹۹۱)                                 | موقعیت رتبه |
| ------------------------------------------- | ----------- |
| جدول تک‌آهنگ‌های بریتانیا (شرکت آفیشال چارتس) | ۶۹          |

| جدول (۲۰۱۶)                              | موقعیت رتبه |
| ---------------------------------------- | ----------- |
| فرانسه (سندیکای ملی انتشارات صوتی‌تصویری) | ۱۴۴         |

| جدول (۲۰۱۷)                     | موقعیت رتبه |
| ------------------------------- | ----------- |
| لهستان (Polish Airplay Top 100) | ۴۹          |